# سیارک ۱۱۷۱۳
سیارک ۱۱۷۱۳ انگلیسی: 11713 Stubbs، نامگذاری:1998HG51) یازده هزار و هفتصد و سیزدهمین سیارک کشف شده‌است که در ۲۵ آوریل ۱۹۹۸ کشف شد.
قدر مطلق سیارک برابر ۱۳٫۸۰ است.